# Hôtel de la Caisse d'épargne d'Yssingeaux
L'hôtel de la Caisse d'épargne est un bâtiment du début du XXe siècle situé à Yssingeaux, en France. Il a autrefois accueilli un établissement bancaire, pour lequel il a été construit.

## Situation et accès
L'édifice est situé au no 3 de l'avenue Georges-Clemenceau, à l'ouest du centre-ville d'Yssingeaux, et plus largement à l'est du département de la Haute-Loire.

## Histoire

### Contexte
La Caisse d'épargne d'Yssingeaux — dont les statuts sont délibérés par le conseil municipal le 23 octobre 1853 — est autorisée par décret impérial du 13 février 1854.

« La caisse d’épargne établie à Yssingeaux (Haute-Loire) est autorisée.
Sont approuvés les statuts de ladite caisse, tels qu’ils sont contenus dans les délibérations du conseil municipal d’Yssingeaux, en date du 23 octobre 1953, dont une expédition restera déposée aux archives du ministère de l’agriculture, du commerce et des travaux publics. »

— Article 1er du décret impérial portant autorisation de la caisse d’épargne établie à Yssingeaux
Le service ouvre au public le 23 juillet 1854 dans une des salles de l'hôtel de ville. L'année suivante, le conseil des directeurs le fait déménager dans le local occupé par le caissier. La Caisse d'épargne implante également des succursales dans l'arrondissement : Saint-Didier-en-Velay en 1855, Monistrol-sur-Loire en 1856, Sainte-Sigolène en 1908, Dunières en 1910.

### Concours
Un concours pour la construction d'un hôtel de la Caisse d'épargne est ouvert vers 1907.
| Prix            | Candidat                 | Ville du candidat     | Prime     |
| --------------- | ------------------------ | --------------------- | --------- |
| 1er             | Joseph Dubuisson         | Lyon                  | Exécution |
| 1er             | Fils de Joseph Dubuisson | Lyon                  | Exécution |
| 2e              | Gustave Roux             | Annonay (Ardèche)     | 500 F     |
| 3e              | Pierre Verdier           | Le Puy (Haute-Loire)  | 300 F     |
| Mention ex æquo | Bréchignac               | Saint-Étienne (Loire) | 150 F     |
| Mention ex æquo | Montuclard               | Saint-Étienne (Loire) | 150 F     |
| Mention ex æquo | R. Roche                 | Le Puy (Haute-Loire)  |           |

### Construction
L'hôtel de la Caisse d'épargne est ainsi élevé en 1909 selon les plans des architectes Joseph Dubuisson et ses fils, avec les économies de l'institution.

### Ouverture et inauguration
Les services s'installent dans le nouvel hôtel le 8 janvier 1910. La cérémonie d'inauguration a lieu le 15 mai 1910, sous la présidence d'Antoine de Lagrevol (président du conseil des directeurs et maire d'Yssingeaux), et en présence du conseil des directeurs au complet, d'Édouard Néron (député de la Haute-Loire), de Maurice Le Hoc (sous-préfet d'Yssingeaux), des autorités locales et d'officiers des sapeurs-pompiers. Elle est couplée aux festivités autour du congrès des sapeurs-pompiers de la Haute-Loire et est illuminée à cette occasion, comme d'autres édifices de la ville,.

### Déménagement de l'agence et conversion
En 2016, le groupe Caisse d'épargne Auvergne-Limousin cherche à déménager l'agence puisque cet édifice ne répond plus aux nouvelles normes en vigueur, notamment en matière d'accessibilité. Ainsi, en 2018, l'agence s'installe dans un nouveau local situé en face, celui de l'ancienne boutique d'Orange, qui y a été installée jusqu'à 2013,. Cet édifice est racheté par un promoteur de Saint-Étienne qui transforme les anciens bureaux de l'intérieur en sept appartements allant de 47 à 91 m2, avec un jardin de 70 m2 chacun pour les deux du rez-de-chaussée. Leur commercialisation est confiée à deux agents immobiliers de l'enseigne Dohm. La livraison des plateaux viabilisés est prévue pour février 2022.